# Frank Loesser
Frank Henry Loesser (ur. 29 czerwca 1910 w Nowym Jorku, zm. 28 lipca 1969 tamże) – amerykański kompozytor, autor tekstów, librecista i wydawca.
W 1931 roku napisał swoją pierwszą piosenkę „In Love with a Memory of You”. W 1937 roku przeniósł się do Hollywood, gdzie zaczął pisać teksty piosenek do filmów. Współpracował m.in. z takimi kompozytorami jak: Jule Styne, Hoagy Carmichael.
Najpopularniejsze piosenki: „Two Sleepy People” (1938), „On a Slow Boat to China” (1948), „Baby It's Cold Outside” (1949) – Oscar, „”I’ve Never Been in Love Before” (1950), „I Believe in You” (1961).
Najważniejsze dzieło: musical Guys and Dolls (1950).